# Escalans
Escalans é uma comuna francesa na região administrativa da Nova Aquitânia, no departamento Landes. Estende-se por uma área de 31,43 km². Em 2010 a comuna tinha 258 habitantes (densidade: 8,2 hab./km²).